# Tunel Ahmada Hamdiego
Tunel Ahmada Hamdiego – drogowy tunel w Egipcie pod Kanałem Sueskim. Położony około 17 km na północ od Suezu. Łączy półwysep Synaj leżący już na terenie Azji z kontynentem afrykańskim. Oddany do użytku w 1981 roku. Jego długość wynosi 1,63 km, wysoki jest na 11,6 m, a głęboki na 42 m. 
Budowa trwała 16 miesięcy, pracowało na niej ponad 2000 robotników pod nadzorem 85 brytyjskich ekspertów.
Tunel oraz most nad Kanałem Sueskim są wyłącznymi stałymi przeprawami umożliwiającymi pokonanie kanału dla ruchu drogowego.